# Jef Schipper
Franciscus Josephus (Jef) Schipper (Maastricht, 18 januari 1910 — aldaar, 6 juni 1967) was een Nederlands kunstschilder.

## Loopbaan
Jef Schipper was bakker te Antwerpen en Maastricht, hij besteedde al zijn vrije tijd om zichzelf te ontwikkelen, ook op het gebied van teken- en schilderkunst en was leerling van de Stadsakademie voor Beeldende Kunsten te Maastricht. Hij woonde en werkte in Maastricht tot 1928, in Antwerpen tot 1933 en daarna weer in Maastricht, waar hij een atelier in de Helpoort had (boven de poort) en subsidie van de gemeente ontving. Hij schilderde, aquarelleerde en tekende (pastel) portretten, naakten, landschappen en stillevens en stond bekend om zijn kleurgevoel. Hij maakte onder meer reizen naar de Côte d’Azur, naar Antibes, Cannes en Nice. Schipper was lid van de Beroepsvereniging van Beeldende Kunstenaars (BBK) te Amsterdam. Hij werkte enige tijd samen met Henri Schoonbrood (1898-1972). Het liefst maakte hij voorstudies voor schilderijen in Brussel en voor wat het landschap betreft ook in de Belgische en Luxemburgse Ardennen. Hij exposeerde te Maastricht, Utrecht en Amsterdam.

## Privé
Hij was getrouwd en had kinderen, maar was het huwelijk ontgroeid. Jef Schipper stierf aan de gevolgen van longkanker.